# Anima Inferna
Anima Inferna é um álbum da banda norueguesa de metal industrial Gothminister, lançado em
25 de Março de 2011.
| Críticas profissionais                                                      | Críticas profissionais |
| Avaliações da crítica                                                       | Avaliações da crítica  |
| Fonte                                                                       | Avaliação              |
| --------------------------------------------------------------------------- | ---------------------- |
| Reflections of Darkness                                                     | [ 1 ]                  |
| Esta tabela precisa de ser acompanhada por texto em prosa. Consulte o guia. |                        |

## Faixas
| N.º            | Título                     | Duração |  |
| 1.             | "Stonehenge"               | 5:20    |  |
| 2.             | "Liar"                     | 3:37    |  |
| 3.             | "Juggernaut"               | 5:44    |  |
| 4.             | "616"                      | 3:24    |  |
| 5.             | "Solitude"                 | 3:25    |  |
| 6.             | "The Beauty Of Fanatism"   | 4:15    |  |
| 7.             | "Anima Inferna"            | 4:08    |  |
| 8.             | "Fade"                     | 0:55    |  |
| 9.             | "Hell Opens The Gates"     | 1:51    |  |
| 10.            | "Liar (Goatmanfest Remix)" | 3:37    |  |
| Duração total: | Duração total:             | 40:09   |  |

## Créditos
- Gothminister (Bjørn Alexander Brem) – Vocal
- Chris Dead (Christian Svendsen) – Bateria
- Icarus (Glenn Nilsen) – Guitarra
- Ketil Eggum – Guitarra